# میهلن
میهلن (به آلمانی: Miehlen) یک شهر در آلمان است که در Verbandsgemeinde Nastätten واقع شده‌است. میهلن ۲٬۰۴۳ نفر جمعیت دارد.